# 巴特克茨廷
巴特克茨廷（德語：Bad Kötzting，發音：[baːt ˈkœtstɪŋ] ⓘ）是德国巴伐利亚州上普法尔茨行政区卡姆县的城市，面积62.15平方千米，2023年12月31日人口为7,493人。
德国第一所中医医院坐落于此。